# Zamczysko (Puszcza Białowieska)

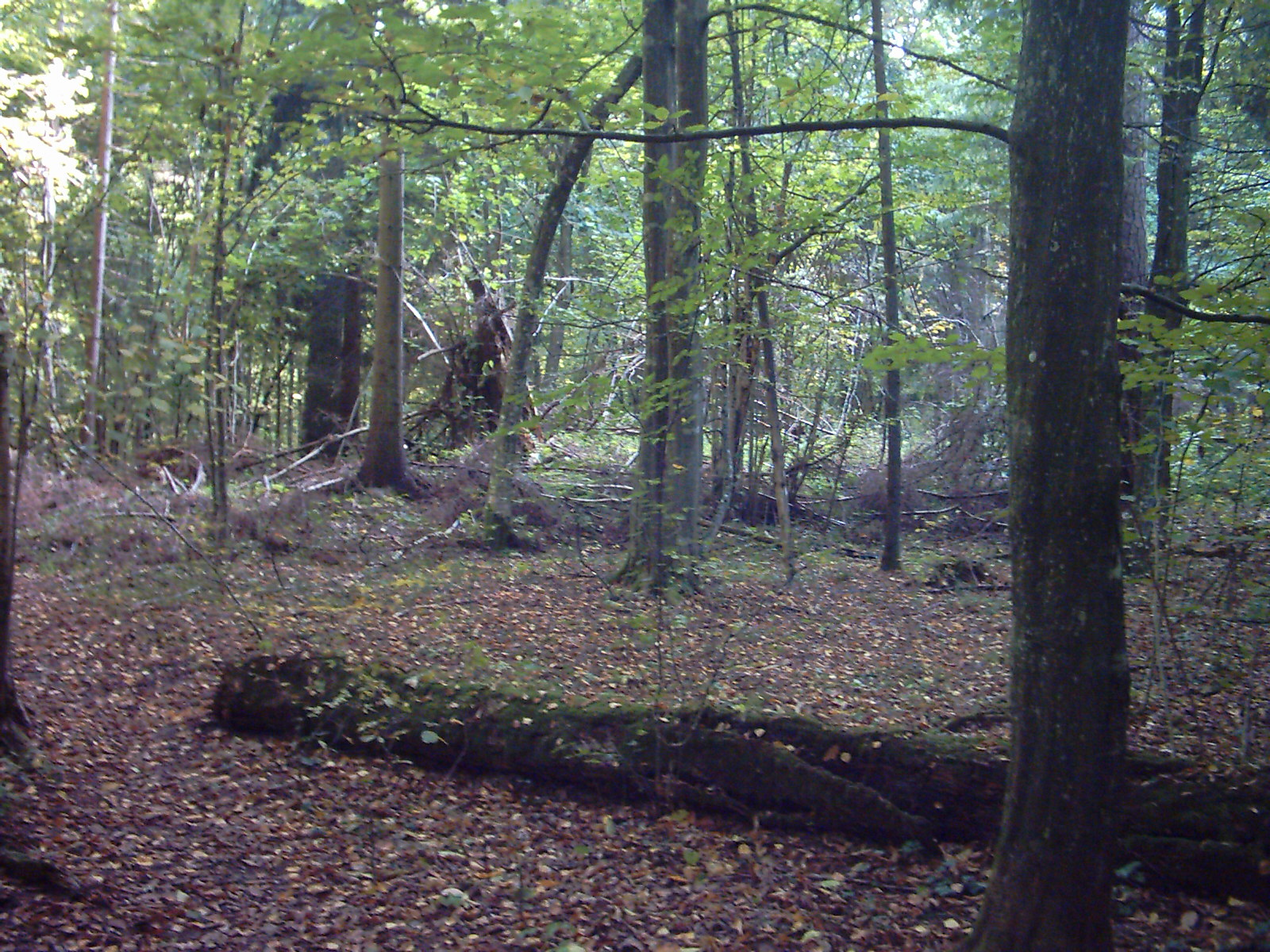
Zamczysko (Puszcza Białowieska)

W pobliżu Starej Białowieży zbudowany był zamek (zameczek) myśliwski dla króla Stefana Batorego. Zamek ten posiadał jakoby tradycyjną białą wieżę. Od XIX wieku istnieje domniemanie, że ślady ruin tego zameczku znajdują się w uroczysku Zamczysko (Karcow jest jednym z pierwszych zwolenników takiej identyfikacji). Przeprowadzone w XX wieku prace archeologiczne wykazały, że Zamczysko jest znacznie starsze i należy je wiązać ze wczesnosłowiańskim osadnictwem. 
Po roku 1820 wokół Zamczyska narosło wiele legend. W XIX wieku pagórek został wielokrotnie przekopany zarówno przez anonimowych poszukiwaczy skarbów, jak i przez ówczesne władze. W wyniku tego stanowisko zostało nieodwracalnie zniszczone dla systematycznych badań archeologicznych. Paweł Borowski informuje o rozkopach prowadzonych w 1825 roku (inne źródła mówią o 1827). Natrafiono na wiele mogił, w których leżały uporządkowane szkielety, a pod głową każdego z nich znajdowały się gliniane naczynia.
Kiedy w roku 1889 car Aleksander III rozpoczął w Białowieży budowę swojej rezydencji myśliwskiej, ogromne głazy z Zamczyska furami zwożono na fundamenty pałacu. Pozostawiono jedynie mniejsze kamienie, ale te w latach (1939–1941), podczas okupacji sowieckiej, zostały wykorzystane do budowy brukowej drogi z Hajnówki do Świnorojów.
Miejsce było odwiedzane przez XIX-wiecznych pisarzy. Eliza Orzeszkowa tutaj poszukiwała inspiracji do swej powieści Ad astra. Dwugłos. Miejsce to odwiedził i opisał Wacław Sieroszewski, Henryk Sienkiewicz oraz Zygmunt Gloger. Legendy są po dziś dzień podtrzymywane przez okolicznych mieszkańców, podsycane są wciąż przez przewodników turystycznych, chętnie też są przyjmowane przez samych turystów. 
W 1971 roku do Zamczyska trafiła Irena Górska, archeolog z Instytutu Historii Kultury Materialnej PAN (obecna nazwa Instytut Archeologii i Etnologii PAN) i przeprowadziła badania powierzchniowe. W jednym z wykopów odnalazła trzy ułamki skorup glinianych datowane na XII-XIII wiek. Jej badania wskazywały na to, że Zamczysko było raczej średniowiecznym cmentarzyskiem, niż zamkiem.
Jesienią 2003 roku Zakład Badania Ssaków PAN z Białowieży oraz Instytut Archeologii i Etnologii PAN wspólnie zorganizowały badania mające na celu wyjaśnienie historii Zamczyska. Znaleziono groby małych dzieci, małe kabłączki skroniowe, gliniany garnuszek, wiele drobnych fragmentów ceramiki i resztki spalonego drewna. Hipoteza Ireny Górskiej, że Zamczysko nie kryło w sobie zamku, lecz cmentarz, została potwierdzona. Znalezione kabłączki skroniowe wskazują, że pochodziły z okresu pomiędzy X a XIII wiekiem. Datowanie to potwierdziła także analiza radiowęglowa fragmentu kości z jednego z grobów. Wiele wskazuje że na stanowisku tym mamy do czynienia z bardzo zniszczonymi pochówkami w obstawach kamiennych i jeżeli przypuszczenia te są słuszne, to wyłączywszy dorzecze Niemna, Zamczysko byłoby najdalej na wschód wysuniętym cmentarzyskiem tego typu.